# 浅井吉政
浅井 吉政（あざい よしまさ）は、戦国時代から安土桃山時代にかけての武将。

## 経歴
浅井氏庶流・浅井盛政の子として誕生。浅井亮親の養子となるが、天正元年（1573年）に浅井氏宗家であり、主君の浅井長政が、織田氏に本拠の小谷城を攻められて滅亡（小谷城の戦い）した際、養父の亮親も処刑されている。難を逃れた吉政は、実父の盛政と共に藤堂高虎に仕え、高虎の甥の賢政を養子に迎えた。しかし、藤堂一族の専横独占に不満を持ち、賢政との養子縁組を解消した上で父と共に出奔し、羽柴秀吉に仕えた。
天正11年（1583年）の賤ヶ岳の戦いでは、柴田勝家に属して戦い、羽柴方の加藤嘉明によって討たれた。なお、同族の浅井井頼、平野長泰、渡辺了に討たれたという説もある。